# Groß Bülten
 Groß Bülten ist eine Ortschaft der Gemeinde Ilsede im Landkreis Peine in Niedersachsen.

## Geographie

Niederschlagsmittelwerte von Groß Bülten 1961–1990

Groß Bülten grenzt an die Nachbarortschaften Ölsburg, Bülten, Solschen und Adenstedt.

## Geschichte
Eine genaue Datierung des Ursprunges ist nicht bekannt, allerdings lassen Ausgrabungen aus dem Jahr 1934 auf eine Entstehung im 3. oder 4. Jahrhundert nach Christus schließen. Im Jahre 1131 wurde die Ortschaft erstmals in einer Urkunde des Klosters Riechenberg bei Goslar erwähnt.
Am 1. Februar 1971 wurde Groß Bülten mit fünf weiteren Gemeinden zur neuen Gemeinde Ilsede zusammengeschlossen.

## Politik
Der Ortsrat, der Groß Bülten vertritt, setzt sich aus sieben Mitgliedern zusammen. Die Ratsmitglieder werden durch eine Kommunalwahl für jeweils fünf Jahre gewählt.
Bei der Kommunalwahl 2021 ergab sich folgende Sitzverteilung:
| Ortsrat 2021Insgesamt 7 Sitze - SPD: 3 - FBI: 1 - LGB: 3 | Ortsratswahl 2021Wahlbeteiligung: 48,95 % 50403020100 42,5 %40,1 %17,4 % SPDLGBbFBIcAnmerkungen:b Liste Groß Bültenc Freie Bürger Ilsede |

### Wappen
| | Blasonierung: „In Gold ein roter Lebensbaum in Hausmarkenform belegt mit gekreuzten schwarzen Schlägel und Eisen mit roten Stielen.“ |
| Wappenbegründung: Der Lebensbaum, ein uraltes Volkskunstmotiv, hier dargestellt in Hausmarkenform. Als Vorlage diente die Hausmarke vom Türholm des Hauses Nr. 10 aus dem Jahre 1757. Sie wurde im Kelch noch durch zwei Bögen ergänzt, die Hügel andeuten und somit auf den Namen des Ortes (Bülten = Bultheim = Hügelheim) anspielen. Die Farben Gold-Rot erinnern an die jahrhundertelange territoriale Zugehörigkeit zum Hochstift Hildesheim. Das Wappen wurde von Rolf-Jürgen Naumann gestaltet und am 21. Januar 1952 durch das Niedersächsische Ministerium des Innern genehmigt. | |

## Religion

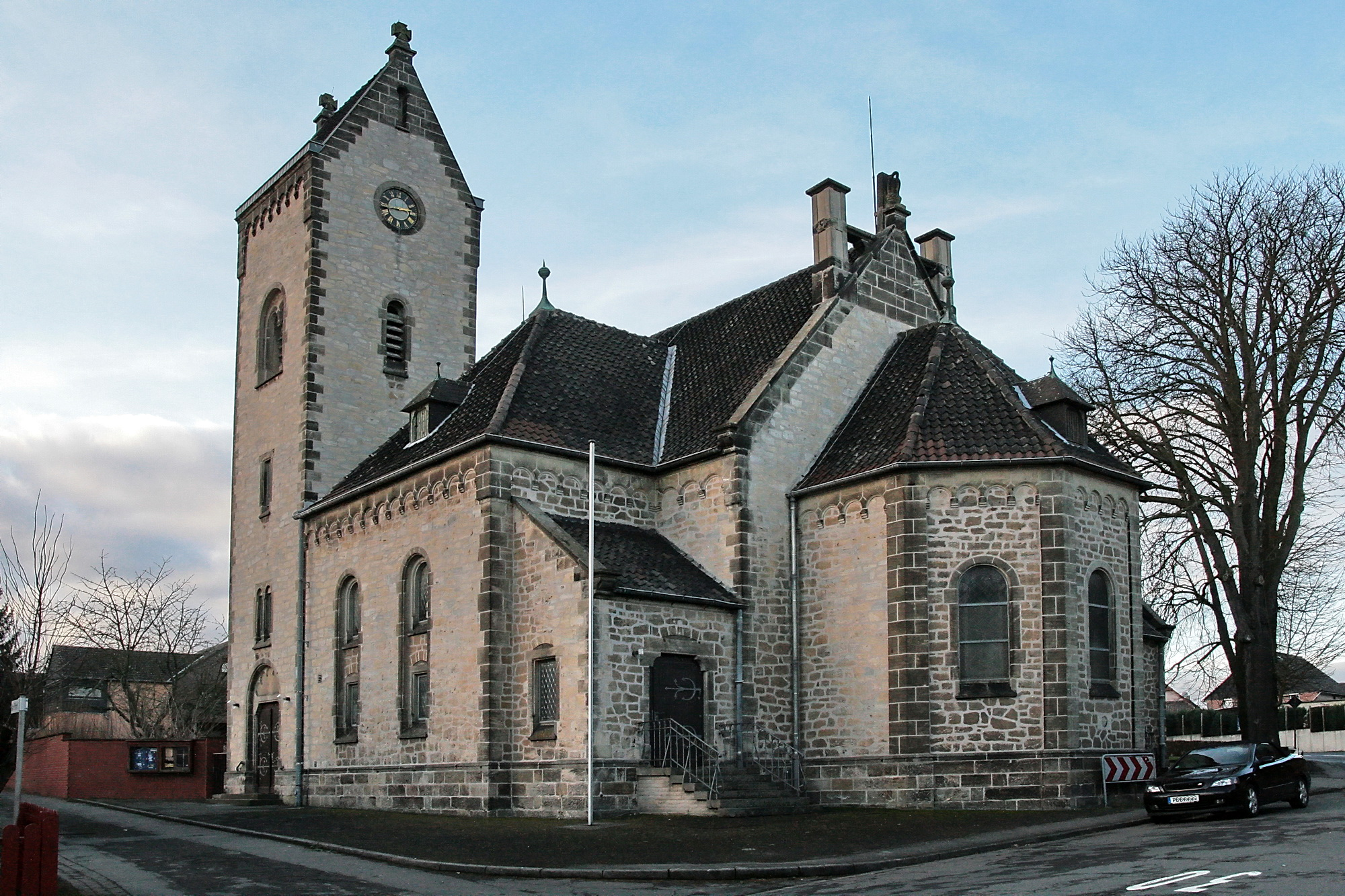
Heilig-Geist-Kirche

Die Ortschaft besitzt eine evangelische Kirche. Ein Großteil der Einwohner ist evangelisch. Die römisch-katholischen Einwohner gehören zur St.-Bernward-Kirchengemeinde in Groß Ilsede.

## Kultur und Sehenswürdigkeiten
An sehenswürdigen Bauwerken gibt es in der Ortschaft die Grundschule Groß Bülten, das Gasthaus Solschener Straße, die evangelische Heilig-Geist-Kirche an der Solschener Straße und das Löwendenkmal.
In Groß Bülten befinden sich zwei Parks, der Bergbaupark und der ehemalige Sportplatz.
Am Auflandeteich Groß Bülten-Adenstedt besteht die Möglichkeit zur Beobachtung seltener Wasservögel und für ausgedehnte Spaziergänge.
Mehrere regelmäßige Veranstaltungen prägen den Jahreslauf. Am ersten Sonnabend nach Neujahr wird die Grillsaison eröffnet. Ende Juni findet das Johannisfeuer statt. Das Schützenfest findet immer am zweiten Wochenende im August statt. Am 3. Oktober findet das Königszapfen, im Herbst der Laternenumzug statt.

## Personen
- Uwe Schrader (* 1954), Regisseur und Professor für künstlerischen Film an der Universität Hildesheim